# هاري ديفيز (لاعب كرة قدم بريطاني)
هاري ديفيز (بالإنجليزية: Harry Davies)‏ (1888 في المملكة المتحدة - 1958) هو لاعب كرة قدم بريطاني (وحمل سابقاً جنسية المملكة المتحدة لبريطانيا العظمى وأيرلندا) في مركز الوسط. لعب مع ستوك سيتي.